# Amphoe
L'amphoe (écrit parfois aussi amphur, en thaï : อำเภอ, en API : [ʔāmpʰɤ̄ː] prononcé "amm-peu") est la subdivision administrative du deuxième niveau de la Thaïlande, en dessous de la province ou changwat. Le terme est habituellement traduit par "circonscription" ou "district". Les amphoe sont subdivisés en tambon ou communes.
La Thaïlande a 796 circonscriptions et 81 circonscriptions mineures (king amphoe, กิ่งอำเภอ). Les 50 circonscriptions de Bangkok s'appellent les khet (เขต), mais même dans les documents officiels ils sont parfois désignés comme amphoe. Le nombre d'amphoe par province est variable, seulement 3 dans les plus petites provinces jusqu'aux 50 circonscriptions urbaines de Bangkok. Les taille et population de chaque amphoe sont également variables, la moins peuplée est King Amphoe Ko Kut (dans la province de Trat) avec juste 2 042 habitants, alors que l'Amphoe Muang Samut Prakan (province de Samut Prakan) en compte 435 122. Les khet de Bangkok sont les plus petits (Khet Samphanthawong est le plus petit avec 1,4 km² seulement), tandis que les amphoe des régions peu peuplées des montagnes sont parfois plus grands que certaines provinces (l'Amphoe Umphang (province de Tak) est le plus grand avec 4325,4 km²).